# Descarga de música

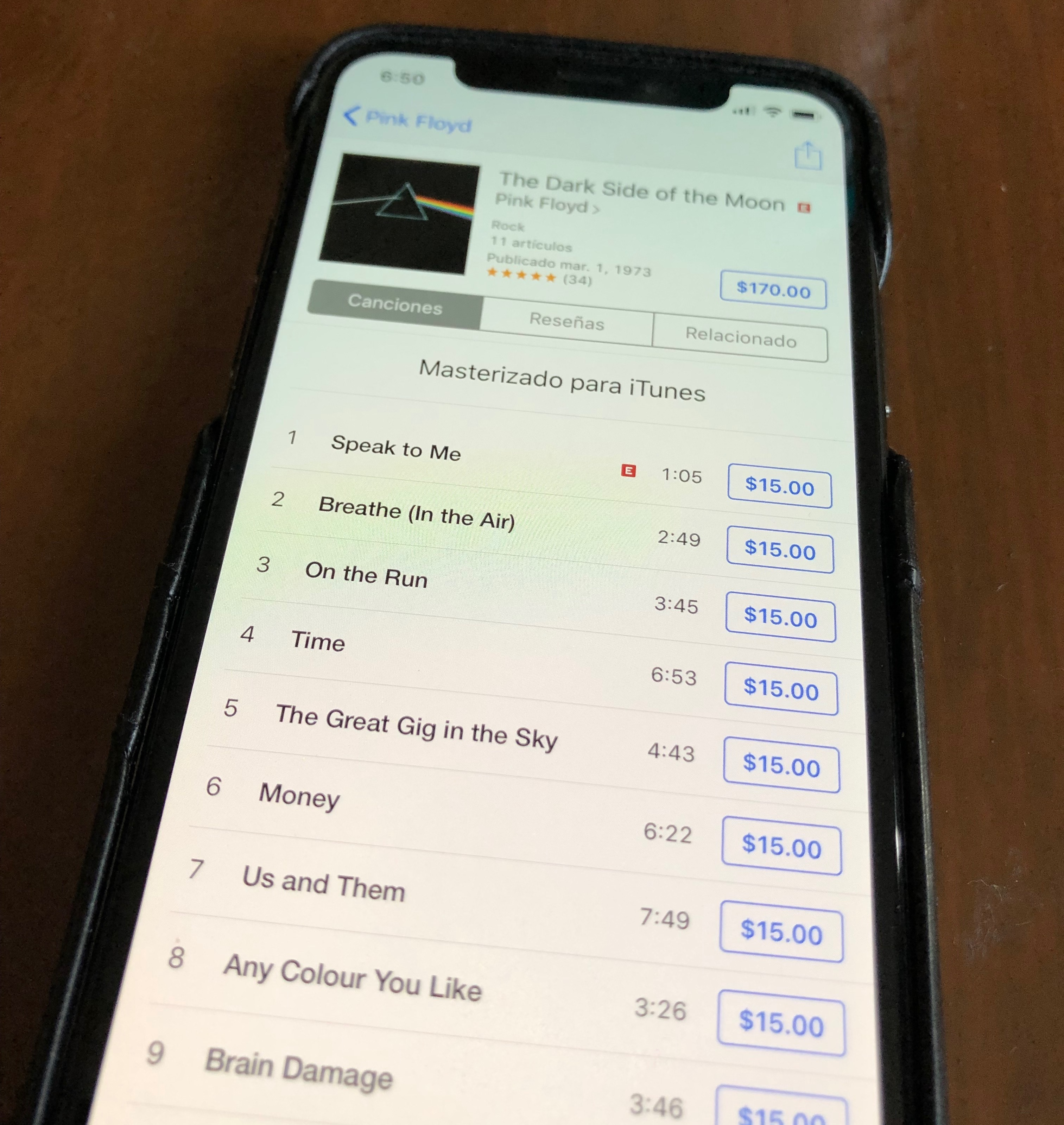
La aplicación móvil de iTunes Store con el álbum de Pink Floyd, «The Dark Side of the Moon»

La descarga de música es la transferencia de archivos de sonido desde un servicio de Internet a una computadora u otro dispositivo local. El término comprende tanto las descargas legales como las descargas sin permiso de los titulares de los derechos de autor.
Entre las tiendas de música en línea que venden sencillos y álbumes, se encuentran iTunes de Apple, Google Play Music, Amazon MP3, Napster y HDtracks (siendo esta última la única que ofrece música en HD). Las descargas digitales a menudo están codificadas con DRM, que dificulta crear copias adicionales de la música, o escucharlas en algún dispositivo fabricado por la competencia.
Otra vía de descarga de archivos musicales es el uso de programas red entre pares, como BitTorrent, eMule y, entre 1999 y 2001, Napster, antes de su cierre y reconversión en el actual servicio de pago. Actualmente, Ares Galaxy es el programa P2P más usado en el mundo para la descarga de música, aunque existieron otros programas de gran éxito como Kazaa, utilizado desde su lanzamiento en 2001 hasta agosto de 2012. Existen otras 9 maneras legales y seguras de descargar música aparte de Bittorrent y P2P.

## Descargas de música ofrecidas por los artistas
Algunos artistas permiten la descarga de sus canciones desde sus sitios web o desde una tienda de música en líneas, a menudo como una pequeña vista previa o una muestra de baja calidad. Por ejemplo, iTunes permite escuchar un breve avance de cualquier canción antes de comprarla.

## RIAA en contra la descarga ilegal
De acuerdo con la Asociación Estadounidense de la Industria de Grabación (Recording Industry Association of America, RIAA), entre 2004 y 2009 se descargaron ilegalmente 30 mil millones de canciones. Incluso con sitios como iTunes y Rhapsody que ofrecen descargas legales, el intercambio de archivos de persona a persona sigue existiendo. Descargar música ilegalmente ha tenido un impacto significativo en la industria musical que ha tenido como resultado una pérdida de ganancias y empleos y ha cambiado cómo la música se hace llegar a las masas.

### Pérdidas financieras
La RIAA reporta que las ventas de música en los Estados Unidos han caído 47 por ciento desde que Napster apareció por primera vez en 1999. La disponibilidad de música gratuita le ha costado a la industria musical US$12.5 mil millones en pérdidas económicas. Para recuperar algunas de estas pérdidas, la industria musical ha establecido demandas en contra de individuos que han sido demostrados culpables de descargar música ilegalmente. En algunos casos, los individuos han sido demandados por miles, si no es que cientos de miles de dólares.

### Despidos
Los cantantes y las bandas son el rostro público de la industria musical, pero crear, grabar y promocionar una canción requiere de un gran equipo de personas. A medida que las compañías han visto sus ganancias reducirse, han eliminado puestos que no pueden costear más. Esto incluye a artistas como ingenieros, compositores, productores, técnicos y personal de apoyo para comercialización. La RIAA revela que se han perdido más de 71.000 empleos como resultado de las descargas ilegales de música.

### Inversión en música nueva
La disminución de las ganancias y un personal menor dejan a la industria musical con menos fondos y oportunidades para reclutar y desarrollar al talento nuevo. Los sellos discográficos están más inclinados a enfocar su dinero y tiempo en artistas establecidos y solo en algunos cuantos artistas nuevos prometedores. Como resultado de esto, más artistas nuevos deben buscar lugares para crear y promocionar su música por sí mismos, como venderla directamente en línea.

### Nuevas estrategias de mercadotécnia
El compartir música ilegalmente ha impactado la manera en que la industria musical comercializa y promociona a sus artistas. La introducción de Napster y las descargas ilegales ayudaron a entrar en una nueva era de música accesible de manera digital donde los sencillos se prefieren a un álbum completo. Para exponer a los artistas a un público mayor, la industria musical ha tenido que desarrollar e implementar nuevas tácticas como tonos de llamada y otorgar licencias digitales de música a sitios de YouTube o Pandora. Los contratos para giras y promocionales son más lucrativos para la industria musical que vender canciones, dando lugar a una nueva escena gracias a las nuevas tecnologías.

## Registros de ventas

### Reino Unido
Las descargas de música se han medido por la Official Charts Company desde 2004 e incluido en la principal lista de Reino Unido, UK Singles Chart a partir de 2005. La canción más descargada en el Reino Unido es «Happy» de Pharrell Williams, con más de 1,8 millones de descargas.

### Estados Unidos
En noviembre de 2005, el registro de la mayor venta por descarga de un sencillo en los Estados Unidos lo obtuvo  "Hollaback Girl" de Gwen Stefani, que vendió más de un millón de descargas, por lo que es la primera canción en alcanzar el disco de platino. Lady Gaga con "Born This Way" marcó la mayoría de los récords por descargas en su primera semana como una artista femenina en 2011, superando el récord anterior de Taylor Swift con "Today Was a Fairytale" (2010). El récord actual lo tiene la misma Swift, con su sencillo de 2012 "We Are Never Ever Getting Back Together" vendiendo 623.000 descargas en su primera semana. Actualmente el récord está en manos de Adele con su sencillo "Hello" con más de un millón de descargas digitales. El sencillo de Kesha de 2010 "Tik Tok", ha vendido 15 millones de descargas en general. A partir de junio de 2012, el récord de la mayor venta por descargas de un sencillo en los Estados Unidos en la iTunes Store está en manos de "I Gotta Feeling" del grupo The Black Eyed Peas, que ha vendido más de 8 millones de descargas.
Poco después de su muerte en 2009, Michael Jackson se convirtió en el primer artista en vender más de un millón de copias descargadas a través de Internet en una semana.
El séptimo álbum de estudio de Eminem, Recovery, que salió en 2010, en 2011 se convirtió en el primer álbum en vender un millón de copias digitales.
El quinto álbum de estudio homónimo de Beyoncé se convirtió en el álbum más rápidamente vendido en la historia de iTunes después de su lanzamiento en diciembre de 2013. Dentro de las primeras 24 horas de disponibilidad, el álbum vendió 430.000 copias digitales. El tercer álbum de estudio de Adele, 25 se convirtió en el segundo álbum más rápidamente vendido en la historia de iTunes después de que fuera lanzado el 20 de noviembre de 2015. Se vendieron 1,64 millones de copias digitales en su primera semana (incluido pre-órdenes en la tienda de iTunes desde el lanzamiento del primer sencillo del álbum "Hello" en octubre de 2015).

## Aplicaciones para descargar música legalmente
La alternativa más presente a la hora de escuchar y descargar música legalmente, son los servicios de música en streaming que ofrecen aplicaciones como Spotify, Google Play Music o YouTube Music, que retransmiten las canciones desde la nube a los dispositivos, y que además, ofrecen la posibilidad de descargarlas para poder escucharlas cuando no hay conexión.